# Marcell Jacobs
Lamont Marcell Jacobs Jr. (El Paso, 26 september 1994) is een Italiaanse sprinter van Amerikaanse afkomst. Hij nam eenmaal deel aan de Olympische Spelen en veroverde bij die gelegenheid twee gouden medailles.

## Biografie

### Jeugd
De moeder van Marcell Jacobs was zestien, toen zij zijn toekomstige vader ontmoette, die toen als Amerikaans militair gelegerd was in de Ederle-kazerne in Vicenza. Het stel kreeg een verhouding, trouwde en verhuisde naar Fort Bliss in El Paso County. Ongeveer drie jaar later, enkele weken nadat zoon Marcell werd geboren, werd zijn vader overgeplaatst naar een militaire locatie in Zuid-Korea. Zijn moeder besloot toen om hem niet te volgen en terug te keren naar Italië, waar zij zich met haar kind vestigde in Desenzano del Garda in Brescia. Toen Jacobs een half jaar oud was, scheidden zijn ouders. Hoewel hij, doordat hij opgroeide in Italië, zich uitsluitend Italiaans voelde, bezat hij door zijn geboorte tevens het Amerikaanse staatsburgerschap. In 2015, toen zijn Amerikaanse paspoort verliep, besloot hij het dan ook niet te verlengen.

### Verspringresultaten
Jacobs begon met atletiek op tienjarige leeftijd. Aanvankelijk had de sprint zijn voorkeur, maar vanaf 2011 richtte hij zich op het verspringen. In 2013, als junior nog, verbeterde hij de beste Italiaanse juniorprestatie uit 1976 met één centimeter door indoor 7,75 m te springen. Twee jaar later, tijdens de kwalificatieronde van de Italiaanse indoorkampioenschappen, kwam hij tot een sprong van 8,03, een evenaring van de beste Italiaanse indoorprestatie ooit door Fabrizio Donato in 2011.
In 2016 veroverde Jacobs zijn eerste nationale titel bij het verspringen met een sprong van 7,89. In juni, tijdens de Italiaanse kampioenschappen voor U23-atleten, sprong hij zelfs 8,48, maar dit resultaat werd niet geldig verklaard vanwege een rugwind van 2,8 m/s. Op de Europese kampioenschappen in Amsterdam werd hij vervolgens met 7,59 elfde. In augustus liep hij daarna een hamstringblessure op, waardoor hij niet kon deelnemen aan de Olympische Spelen in Rio de Janeiro.
In 2017 nam Jacobs deel aan de Europese indoorkampioenschappen in Belgrado, waar hij ook hier als elfde eindigde. Zijn beste sprong van 7,70 was 37 cm beneden het persoonlijke record dat hij enkele weken ervoor had gevestigd. Twee jaar later, bij de EK indoor in Glasgow, wist hij in de kwalificatieronde niet eenmaal een geldige sprong te produceren en verliet hij in tranen de wedstrijdarena. Het was zijn laatste verspringwedstrijd.

### Overstap naar de sprint
Op 16 juli 2019 kwam Jacobs in Padua op de 100 m tot een persoonlijk beste prestatie van 10,03 s, bij een rugwind van 1,7 m/s. Het leverde hem uitzending op naar de wereldkampioenschappen in Doha. Daar drong hij in zijn serie met een tijd van 10,07 door tot de halve finale. Hierin sneuvelde hij door in 10,20 als zevende te finishen. Vervolgens maakte hij ook deel uit van het Italiaanse team op de 4 × 100 m estafette. Het viertal eindigde met een tijd van 38,11 als vierde in de serie.
In maart 2021 bereikte Jacobs een eerste hoogtepunt in zijn atletiekloopbaan door Europees indoorkampioen te worden op de 60 m. Vlak daarna won Jacobs goud met de 4x100 meter estafetteploeg op de World Athletics Relays 2021 dit is Jacobs eerste monidale titel. Door deze overwinning plaatste de Italiaanse estafetteploeg voor de Olympische Spelen van 2020.

### Olympische Spelen 2020
Op de uitgestelde Olympische Spelen van 2020 in Tokio won Jacobs als eerste Italiaan de gouden medaille op de 100 m in een Europees record van 9,80 s. Daarmee was hij ook de eerste Europese olympisch kampioen op dit nummer sinds de titel van Linford Christie in 1992. Met de Italiaanse ploeg won hij daarna, samen met zijn landgenoten Lorenzo Patta, Fausto Desalu en Filippo Tortu ook olympisch goud op de 4 × 100 m estafette.

## Titels
- Olympisch kampioen 100 m - 2021
- Olympisch kampioen 4 × 100 m - 2021
- Wereldindoorkampioen 60 m - 2022
- World Athletics Relays kampioen 4 × 100 m - 2021
- Europees kampioen 100 m - 2022, 2024
- Europees kampioen 4 × 100 m - 2024
- Europees indoorkampioen 60 m - 2021
- Italiaans kampioen 100 m - 2018, 2019, 2020, 2021, 2022
- Italiaans kampioen verspringen - 2016
- Italiaans indoorkampioen 60 m - 2021, 2022
- Italiaans indoorkampioen verspringen - 2017

## Persoonlijke records
Outdoor
| Onderdeel   | Prestatie   | Datum           | Plaats         |
| ----------- | ----------- | --------------- | -------------- |
| 100 m       | 9,80 s (ER) | 1 augustus 2021 | Tokio          |
| 200 m       | 20,61 s     | 6 mei 2018      | Campi Bisenzio |
| verspringen | 7,95 m      | 4 juni 2016     | Tunis          |

Indoor
| Onderdeel   | Prestatie   | Datum           | Plaats   |
| ----------- | ----------- | --------------- | -------- |
| 60 m        | 6,41 s (ER) | 19 maart 2022   | Belgrado |
| 200 m       | 22,45 s     | 2 februari 2013 | Ancona   |
| verspringen | 8,07 m      | 4 februari 2017 | Ancona   |

## Prestaties

### 60 m
- 2021:  Italiaanse indoorkamp. - 6,55 m
- 2021:  EK indoor - 6,47 s (NR)
- 2022:  Italiaanse indoorkamp. - 6,55 m
- 2022:  WK indoor - 6,41 s (ER)

### 100 m
- 2018:  Italiaanse kamp. - 10,24 s
- 2018: 4e in ½ fin. EK
- 2019:  Italiaanse kamp. - 10,10 s
- 2019: 7e in ½ fin. WK  - 10,20 s (in serie 10,07 s)
- 2020:  Italiaanse kamp. - 10,10 s
- 2021:  Italiaanse kamp. - 10,01 s
- 2021:  OS - 9,80 s (ER)
- 2022:  Italiaanse kamp. - 10,12 s
- 2022:  EK - 9,95 s (CR)
- 2024:  EK - 10,02 s

### verspringen
- 2016:  Italiaanse kamp. - 7,89 m
- 2016: 11e EK - 7,59 m
- 2017:  Italiaanse indoorkamp. - 8,06 m
- 2017: 11e EK Indoor - 7,70 m

### 4 x 100 m
- 2019: 4e in de series WK - 38,11 s
- 2021:  World Athletics Relays - 39,21 s
- 2021:  OS - 37,50 s (NR)
- 2024:  EK - 37,82 s

1896: Thomas Burke ·
1900: Francis Jarvis ·
1904: Archie Hahn ·
1908: Reggie Walker ·
1912: Ralph Craig ·
1920: Charley Paddock ·
1924: Harold Abrahams ·
1928: Percy Williams ·
1932: Eddie Tolan ·
1936: Jesse Owens ·
1948: Harrison Dillard ·
1952: Lindy Remigino ·
1956: Bobby Morrow ·
1960: Armin Hary ·
1964: Bob Hayes ·
1968: Jim Hines ·
1972: Valeri Borzov ·
1976: Hasely Crawford ·
1980: Allan Wells ·
1984: Carl Lewis ·
1988: Carl Lewis ·
1992: Linford Christie ·
1996: Donovan Bailey ·
2000: Maurice Green ·
2004: Justin Gatlin ·
2008: Usain Bolt ·
2012: Usain Bolt ·
2016: Usain Bolt ·
2020: Marcell Jacobs ·
2024: Noah Lyles
1912: Jacobs, Macintosh, d'Arcy, Applegarth ·
1920: Paddock, Scholz, Murchison, Kirksey ·
1924: Clarke, Hussey, Leconey, Murchison ·
1928: Wykoff, Quinn, Borah, Russell ·
1932: Kiesel, Toppino, Dyer, Wykoff ·
1936: Owens, Metcalfe, Draper, Wykoff ·
1948: Ewell, Wright, Dillard, Patton ·
1952: Smith, Dillard, Remigino, Stanfield ·
1956: Murchison, King, Baker, Morrow ·
1960: Cullmann, Hary, Mahlendorf, Lauer ·
1964: Drayton, Ashworth, Stebbins, Hayes ·
1968: Greene, Pender, Smith, Hines ·
1972: Black, Taylor, Tinker, Hart ·
1976: Glance, Jones, Hampton, Riddick ·
1980: Moeravjov, Sidorov, Prokofjev, Aksinin ·
1984: Graddy, Brown, Smith, Lewis ·
1988: Bryzgin, Krylov, Moeravjov, Savin ·
1992: Marsh, Burrell, Mitchell, Lewis ·
1996: Esmie, Gilbert, Surin, Bailey ·
2000: Drummond, Williams, Lewis, Greene ·
2004: Gardener, Campbell, Devonish, Lewis-Francis ·
2008: Bledman, Burns, Callender, Thompson ·
2012: Carter, Frater, Blake, Bolt ·
2016: Powell, Blake, Ashmeade, Bolt ·
2020: Desalu, Jacobs, Patta, Tortu ·
2024: Brown, Blake, Rodney, De Grasse
- Gemeinsame Normdatei: 1265704341
- World Athletics: 14453864
- Istituto Centrale per il Catalogo Unico: TO0V711775
- Virtual International Authority File: 47163208587407232380